# دیدیه راتسیراکا
دیدیه ایگناسه راتسیراکا (انگلیسی: Didier Ratsiraka؛ (زادهٔ ۴ نوامبر ۱۹۳۶ – درگذشتهٔ ۲۸ مارس ۲۰۲۱) یک سیاستمدار و دیپلمات و افسر نیروی دریایی ماداگاسکار بود.
وی از ۱۹۷۵ تا ۱۹۹۳ و از ۱۹۹۷ تا ۲۰۰۲ رئیس‌جمهور ماداگاسکار بود. در زمان مرگ، وی طولانی‌ترین دوره رئیس‌جمهوری ماداگاسکار را پشت سر گذاشت.
وی برای اولین بار در ۱۹۷۵ توسط رهبری ارتش به ریاست جمهوری منصوب شد، سپس دو بار در ۱۹۸۲و ۱۹۸۹ برای ریاست‌جمهوری انتخاب شد. او در ۱۹۹۲ ریاست‌جمهوری را به رقیب خود آلبرت زافی واگذار کرد، راتسیراکا پس از پیروزی در انتخابات ۱۹۹۷ به پست خود بازگشت. در انتخابات ریاست‌جمهوری ۲۰۰۱، او در برابر رقیبش مارک راوالومانانا پس از امتناع از شرکت در انتخابات دور دوم، درگیری طولانی ای داشت و سرانجام، راتسیراکا کناره‌گیری کرد.
دیدیه راتسیراکا در ۲۸ مارس ۲۰۲۱، در سن ۸۴ سالگی درگذشت.